# Los Banos Reservoir
Das Los Banos Reservoir ist ein Stausee im Merced County des US-Bundesstaates Kalifornien, südöstlich der Stadt Los Banos. Er liegt in der Los Banos Creek Recreation Area und gehört zum Central Valley Project.
Der Stausee ist 2 km² groß, hat eine Uferlänge von 19 km und wird durch den Los Banos Dam gestaut.